# Klášter bosých karmelitánů (Hradčany)
Klášter bosých karmelitánů, dříve klášter bosých karmelitek (nebo také karmelitánek) je barokní klášterní stavba nacházející se v jihozápadní části Hradčanského náměstí v městské části Praha 1. Jeho součástí je i kostel svatého Benedikta, původně farní kostel města Hradčany, který byl po bitvě na Bílé hoře věnován řádu barnabitů. Ti zde postavili klášter, kde sídlili až do konce 18. století. R. 1792 se sem nastěhovaly karmelitánky (kterým se nepodařilo získat zpět svůj původní klášter na Malé Straně). Po 180 letech působení na Hradčanech se sestry v letech 2018–2020 odstěhovaly. Od roku 2020 na místo nově přišedší bosí karmelitáni klášter mění v duchovní centrum Fortna otevřené lidem.

## Historie

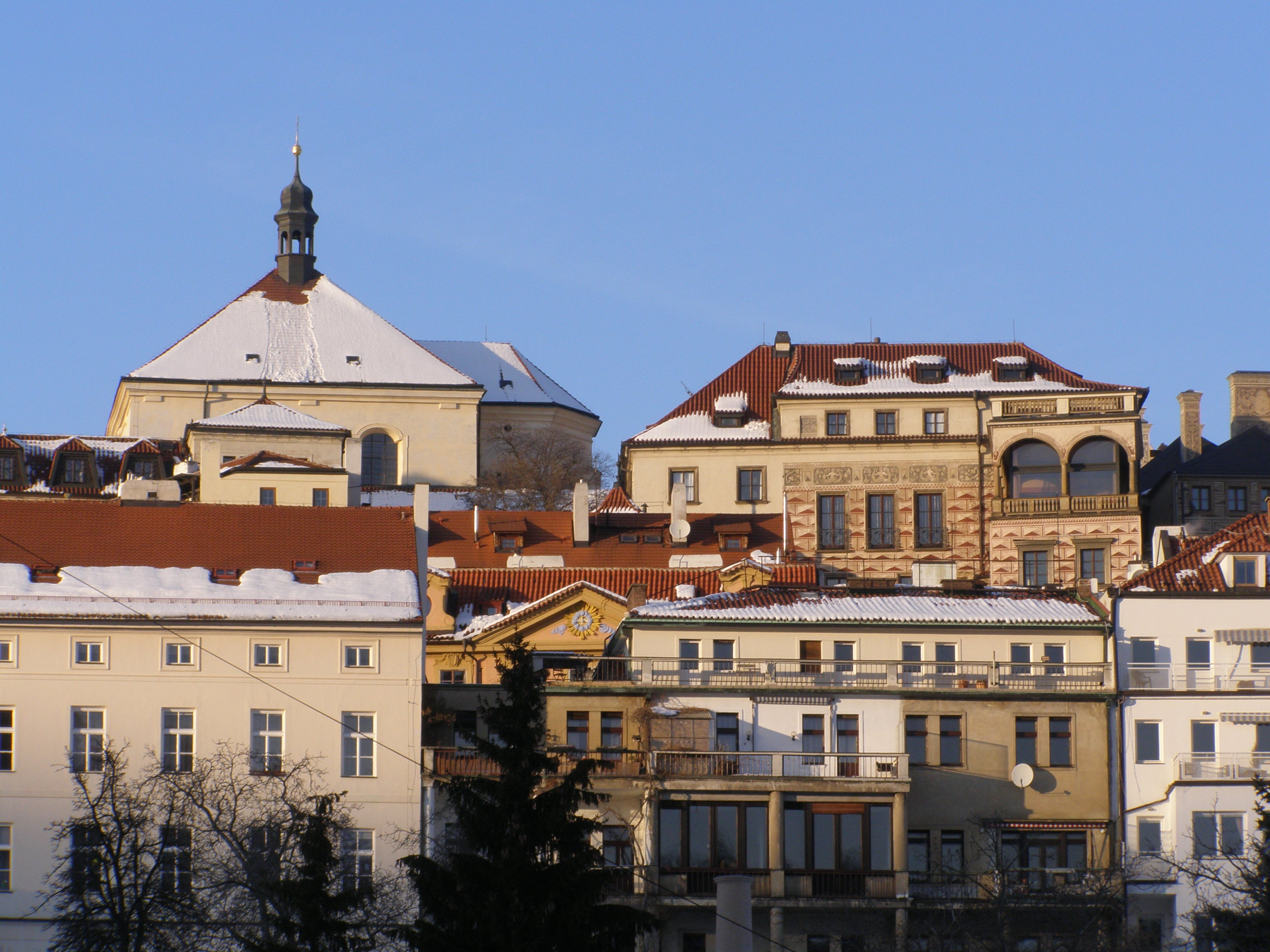
Kostel sv. Benedikta, Praha 1-Hradčany

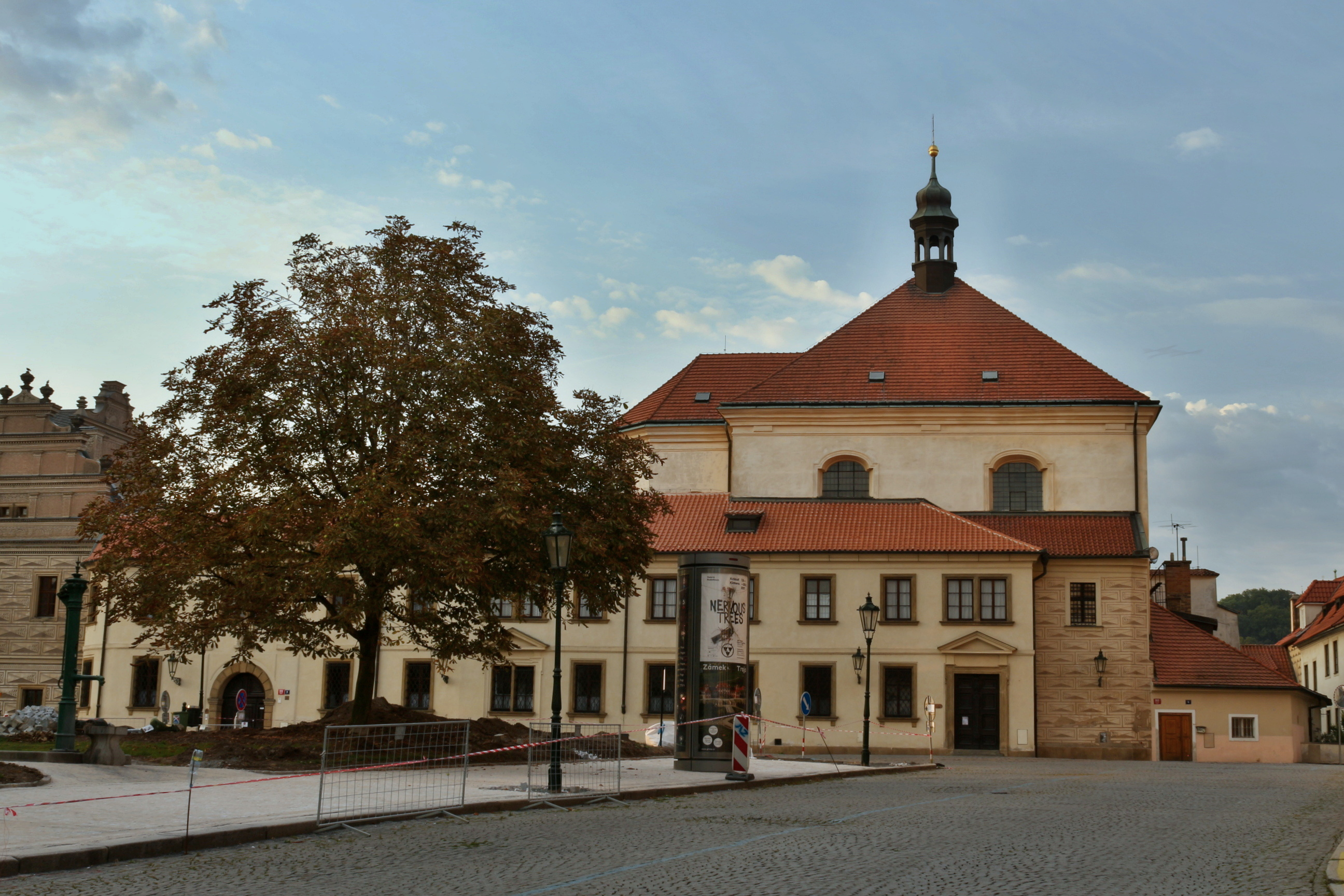
Kostel svatého Benedikta, součást kláštera

Klášter se nalézá v místech, kde kdysi stál dům básníka Bohuslava Hasištejnského z Lobkovic. Dům byl v roce 1626 věnován barnabitům, kteří si zde 1655 postavili klášter.
Císař Josef II. v rámci svých reforem klášter 1786 i s kostelem zrušil, nicméně jeho nástupce císař Leopold II. roce 1792 klášter věnoval ženskému řádu bosých karmelitánek. Karmelitánky sem přesídlily z Pohledu, kde byly usazeny po svém vypuzení od kostela sv. Josefa, kde sídlily v letech 1655–1782.
V roce 1950 v rámci komunistických represálií vůči katolickým církevním řádům byl objekt kláštera násilně vyklizen a následně byl celý areál nákladně přebudován na luxusní hotel pro komunistické prominenty. V roce 1963 v bývalém klášteře zasedala komunistická tzv. Barnabitská komise. V letech 1985 až 1991 prodělal velkou rekonstrukci.

## Současnost
V roce 1992 byly budovy kláštera opět navráceny svému původnímu církevnímu účelu. Dochovaný hotelový inventář byl rozprodán v dražbě a interiér objektu byl zpětně upraven podle příslušných řádových předpisů a zvyklostí. Dále byla při klášteře vybudována keramická dílna s hrnčířskou pecí, v níž sestry zhotovovaly suvenýry. V roce 2005 se sestry rozhodly kvůli nedostatečné zahradě a hluku na Hradčanech najít nové sídlo. V letech 2018–2020 se stěhovaly na statek ve vesnici Drasty u Vodochod severně od Prahy, kde zahájily stavbu nového kláštera. Na jaře 2020 zde začali působit bosí karmelitáni.

## Kostel svatého Benedikta
Součástí areálu kláštera je i kostel svatého Benedikta, kde se dodnes slouží pravidelné bohoslužby, které jsou přístupné veřejnosti. Kostel během své historie prodělal řadu přestaveb, první zmínky o něm pocházejí z roku 1353, v roce 1626 byl němu přistavěn dnešní klášterní areál. Jeho dnešní podoba pochází z poloviny 18. století, kdy patřil řádu barnabitů.
V kostele bylo uchováváno mumifikované tělo ctihodné převorky Marie Elekty (1605–1663). Ostatky byly několikrát vědecky zkoumány. Publikaci Marie Elekta od Ježíše napsal český antropolog a lékař prof. Emanuel Vlček (1925–2006). Průzkum mumifikovaného těla se zabývá srovnáním výsledků, k nimž došla odborná komise Lékařské fakulty Univerzity Karlovy v roce 1677 a pražskou lékařskou fakultou v roce 2003. Závěr: neporušenost těla trvá. Kniha je doplněna obsáhlou obrazovou dokumentací. Mumie byla přestěhována do nového působiště karmelitek v Drastech.